# Una donna di notte
Una donna di notte è un film italiano del 1979 diretto da Nello Rossati.
Conosciuto anche con il titolo: I pornogiochi di una donna di notte.

## Trama
Aldo Muratti è un uomo, separato dalla moglie, che per pagare gli alimenti e mantenere la figlia scrive romanzi porno. Aldo trova l'ispirazione per la protagonista del suo romanzo in una vicina di casa, che ha intravisto.